# نیروگاه هسته‌ای ایکاتا
نیروگاه هسته‌ای ایکاتا (به لاتین: Ikata Nuclear Power Plant) یک نیروگاه هسته‌ای در ژاپن است که در Nishiuwa district واقع شده‌است.